# Грималяк Емілій
Грималяк Емілій (* 7 вересня 1908, Бистриця — † 15 серпня 1997, округ Мерсер (Нью-Джерсі)) — український педагог, філософ.

## Біографія
Народився у селі Пруси, нині Бистриця. Після закінчення німецької школи в Дрогобичі (у Прусах школи зовсім не було) — вступив до учительської гімназії в Самборі. У 1934–1941 роках працював у Підбузькій школі.
Відступаючи, більшовики розстріляли найкращих учителів з Підбужа, Нагуєвич. Тільки випадок врятував Емілія Грималяка від розстрілу. Відтак розпочав педагогічну працю в Орові, що в Сколівському районі, де викладав українською мовою, за що мало не поплатився цим місцем.
У роки німецької окупації очолював школу у селі Медвежі. З відступом німців Емілій Грималяк виїхав (замість свого батька, якого німці забирали з собою) до Німеччини. Працював на будовах, відтак перебрався до Америки, у Філадельфії закінчив університет, став великим ученим.
Він написав книгу «Розвиток української культури від 17 століття до наших днів», редагував журнал «Наша школа», організував український Пласт, вважав своїм обов'язком не допустити, щоб загинув дух український у вихідців з України. Священну любов до України він проніс через усе життя і повернувся на рідну землю на вічний спочинок. Він похований у рідному селі.